# TL;DR
TL;DR, съкратено от "too long; didn't read", в превод от английски „твърде дълго, не го прочетох“, е интернет жаргон в онлайн дискусиите, с който използвалият го съобщава, че игнорира дадена реплика заради дължината и многословието ѝ. Алтернативен прочит е "Too lazy; didn't read", в превод „твърде ме мързи, не го прочетох“.
Изразът датира поне към 2003 година, и през 2013 година е добавен в онлайн речника „Oxford Dictionaries Online“.
Съкращението се използва и като встъпление преди дълъг текст (онлайн реплика или новинарска статия), за да обозначи резюмираната му версия. Ползата от такива резюмета е, че читателите могат да решат дали искат или не да инвестират повече време да прочетат пълния текст.
Идеята за резюмиране на най-важните аспекти в публикация в т.нар. „научно резюме“ или „абстракт“ се практикува в научната литература от десетилетия. Когато се отнася до дисертационен труд за защита на докторска степен, се предава и автореферат – съкратена версия на труда.